# Sabires
 (mai 2015).
Si vous disposez d'ouvrages ou d'articles de référence ou si vous connaissez des sites web de qualité traitant du thème abordé ici, merci de compléter l'article en donnant les références utiles à sa vérifiabilité et en les liant à la section « Notes et références ».
Pour l’article ayant un titre homophone, voir Sabir.

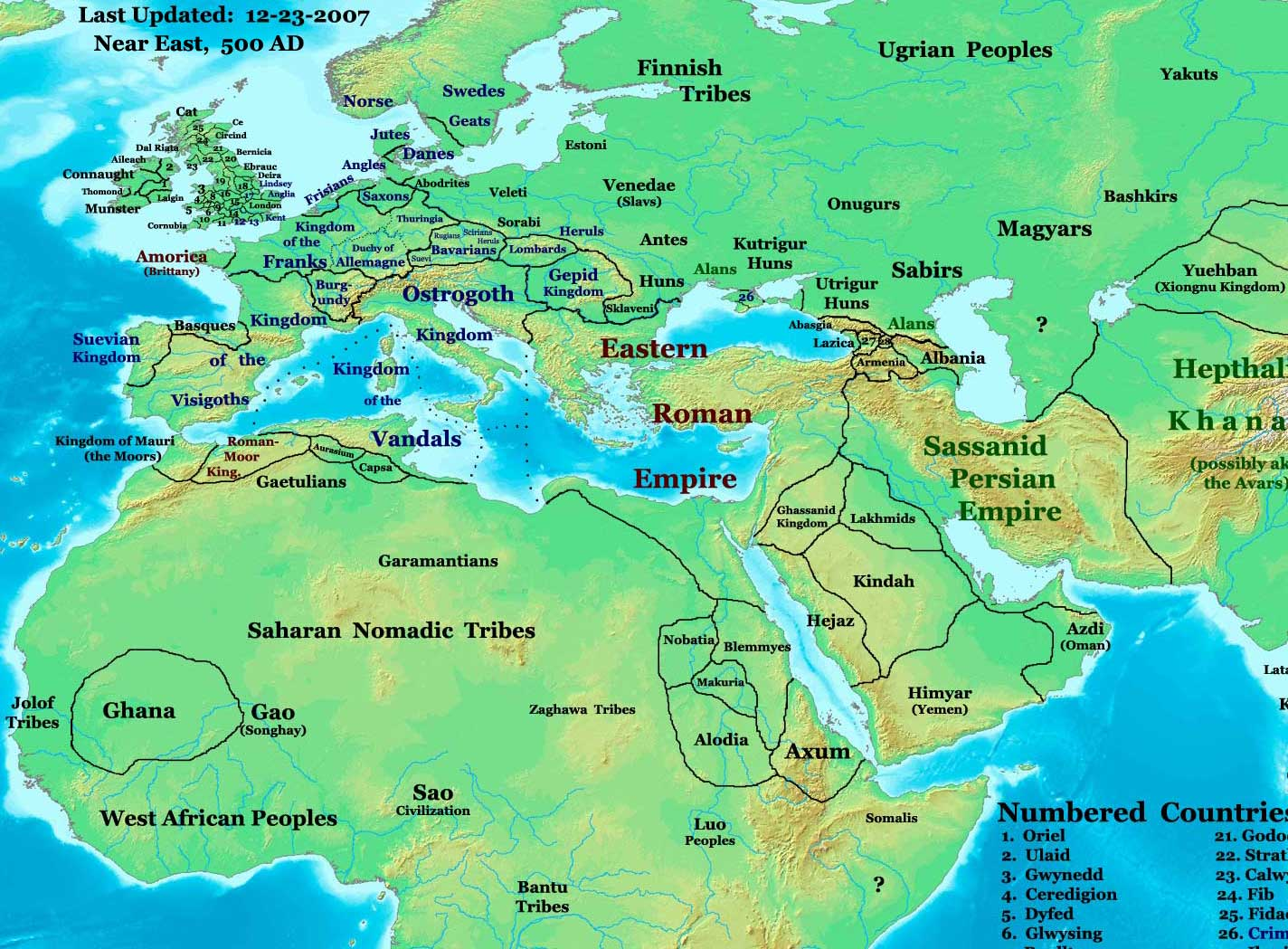
Les empires byzantin et perse au début du VIe siècle, et leurs voisins.

Les Sabires ou Sabirs sont un ancien peuple ayant séjourné au nord de la mer Caspienne, avant l'arrivée des Avars. Il semble qu'ils faisaient partie des peuples turcs[réf. nécessaire], avec éventuellement une origine hunnique, et occupaient principalement la steppe pontique. Ils ont participé à divers conflits dans les années 500-600 dans la région du Caucase.

## Histoire
Vers 515, ils lancèrent un vaste raid au sud du Caucase au cours duquel ils attaquèrent indifféremment les Byzantins et les Perses. Après s'être alliés aux Sassanides, il retournèrent leur alliance en 552 en faveur de Byzance et envahirent le Caucase. Peu après, ils furent défaits par les Avars, puis par les Göktürks.
Selon Procope de Césarée, les Sabires étaient une branche de Huns ; ils habitaient proche du Caucase et vivaient sous le gouvernement de plusieurs seigneurs, dont les uns étaient alliés des Byzantins, et les autres alliés des Perses. Agathias ajoute que les Sabires formaient une nation nombreuse et puissante, accoutumée à la guerre et au pillage, et qui se rendait volontiers dans les pays étrangers quand elle y était attirée par l'espérance de la solde et du butin : c'est pourquoi elle changeait souvent de parti.
Ils disparaissent des sources historiques autour du VIIe siècle, probablement assimilés par les Proto-Bulgares et les Khazars.
Les sources byzantines désigne les Sabires sous le nom de Sabiroi. Le De administrando Imperio mentionne que les Tourkoi (appellation byzantine des Magyars) étaient auparavant connus sous le nom de Sabartoi asphaloi (« Sabires dignes de confiance »).
De nos jours, quelques historiens Tchouvaches postulent que leur peuple descend en partie des Sabires.